# Kizhi
Kizhi é uma ilha russa situada no Lago Onega da divisão federal de República da Carélia.
Possui duas pequenas aldeias de agricultores, e mede cerca de 7 km de comprimento e 500 m de largura. É cercada por outras 5.000 ilhas sendo algumas muito pequenas (chamadas Skerries), e outras muito grandes, com mais de 35 km de comprimento. O acesso à ilha se dá pela travessia do lago a partir de Petrozavodsk (capital da República da Carélia), em numerosas viagens durante os dias de verão, por navios de cruzeiro, por via aérea (helicóptero) e também através da neve (no inverno). Não há alojamentos para pernoite de visitantes em Kizhi.

## Patrimônio da Humanidade
O conjunto de três grandes construções eclesiásticas de madeira, antigas e com arquitetura peculiar, presente na ilha Kizhi, Lago Onega (Rússia), é Patrimônio da Humanidade (UNESCO). As construções (duas igrejas e uma torre-de-sino) estão em área delimitada, ainda que o resto da ilha abrigue belas estruturas em madeira, que incluem moinhos, capelas, barcos, saunas, celeiros, depósitos de grãos e casas. É um dos mais populares destinos turísticos da Federação Russa.

### Igreja da Transfiguração
A Igreja da Transfiguração (prédio maior), também conhecida como “Igreja de Verão”, é o ponto mais marcante do Patrimômio de Kizhi. Esta construção de 1714 possui 22 domos em sua cobertura, e uma grande iconóstase, tela de madeira coberta com retratos religiosos, adornado em ouro. Por ocasião da restauração do prédio, esta iconóstase estará em Petrozavodsk até o término dos trabalhos (provavelmente em 2014, época do 300º aniversário da igreja). A torre da Igreja da Transfiguração possui cerca de 37 metros de altura, tornando-a uma das estruturas eclesiásticas mais altas no mundo.

### Igreja da Intercessão e Torre-de-sino
A Igreja da Intercessão (prédio menor, com 10 domos em sua cobertura), também conhecida como “Igreja de Inverno”, foi construída em 1764, e suas iconóstases estão intactas e podem ser vistas pelos visitantes.
A terceira estrutura (menor de todas dentro do santuário) é a Torre-de-Sino. Foi construída em 1874, também com paredes de toras de pinheiros, e também com tábuas de madeira que não podem ser vistas.

### Construções em madeira
As igrejas e a torre-de-sino foram construídas com toras de pinheiros, colocadas na horizontal, ajustadas ponta-a-ponta, cortadas e encaixadas de tal maneira que se ergueram os prédios sem o uso de pregos ou parafusos, o que constitui um exemplo de projeto e construção. Os enormes pinheiros utilizados nas paredes e colunas internas foram trazidos em grandes quantidades do continente vizinho à ilha, o que também constitui uma façanha de transporte notável para o século XVIII.
Um museu da arquitetura russa em madeira foi criado em Kizhi pelas autoridades soviéticas em 1960. Estruturas de madeira foram transportadas para Kizhi de várias partes da Carélia, inclusive a Igreja de São Lázaro (Mosteiro Muromsky), do século XVI, que é uma das mais antigas igrejas de madeira da Rússia. Outros notáveis exemplares da arquitetura russa em madeira podem ser encontrados nas cidades de Kondopoga e Kem.

## Ligações externas

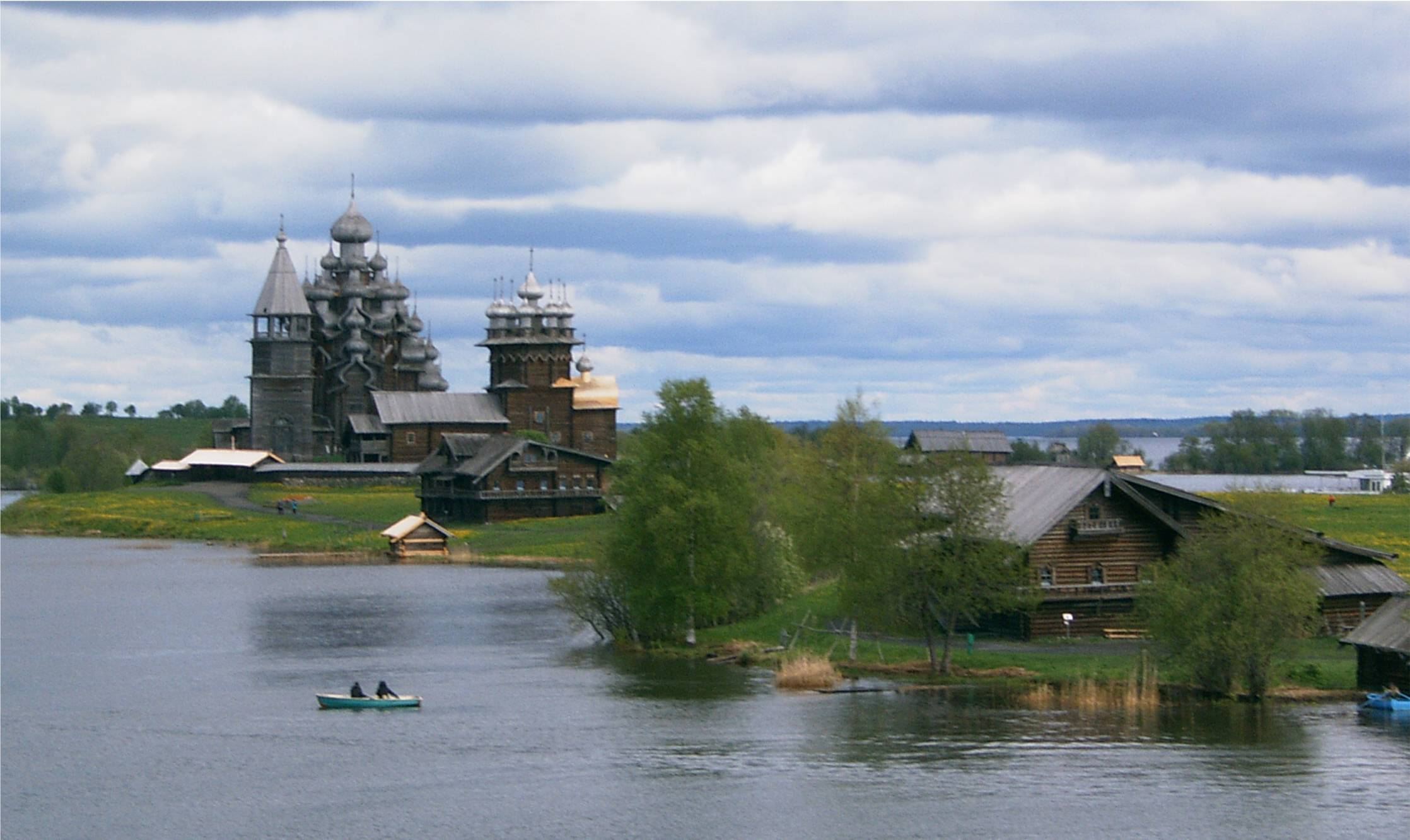
Voo panorâmico
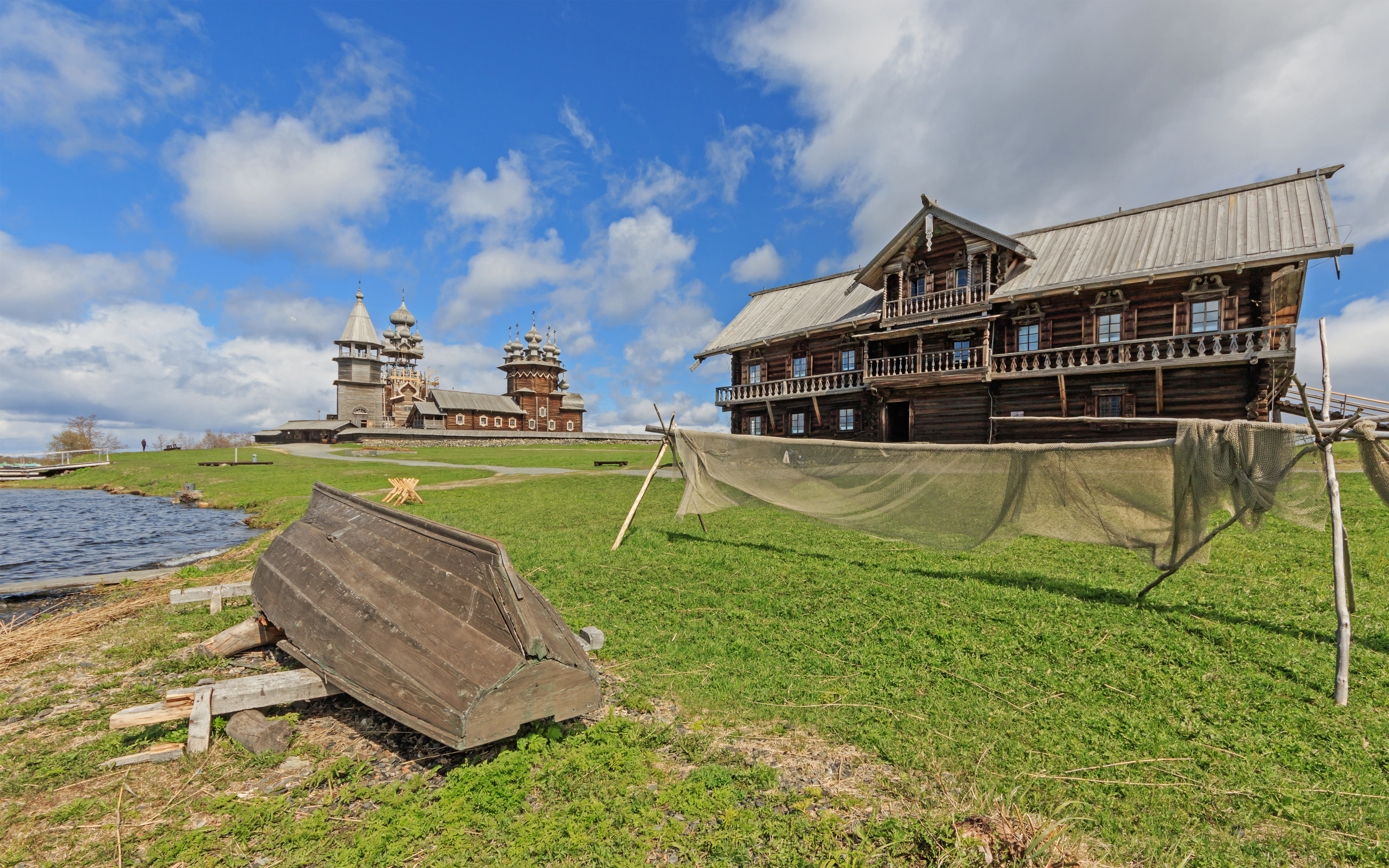
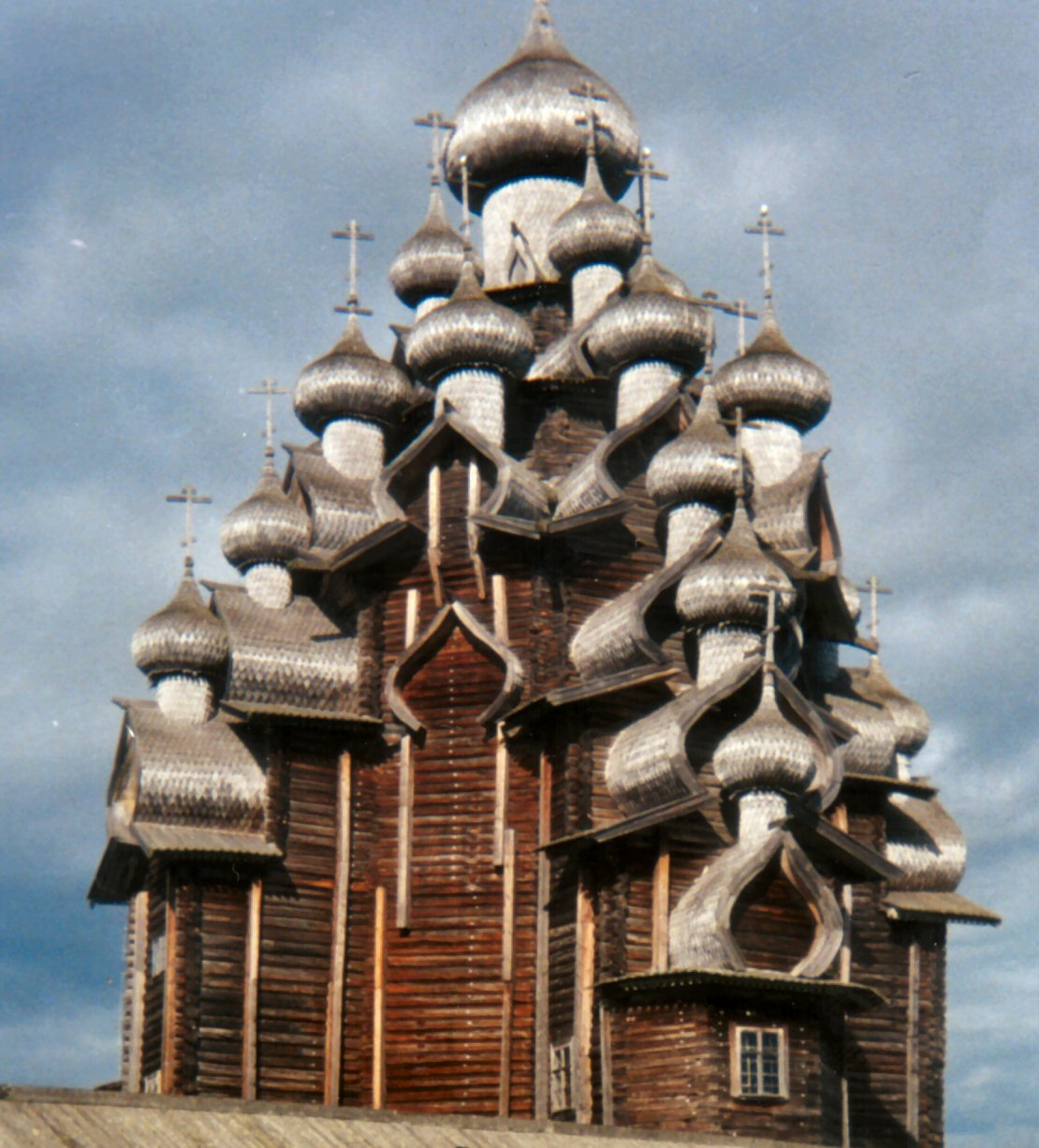
Igreja da Transfiguração
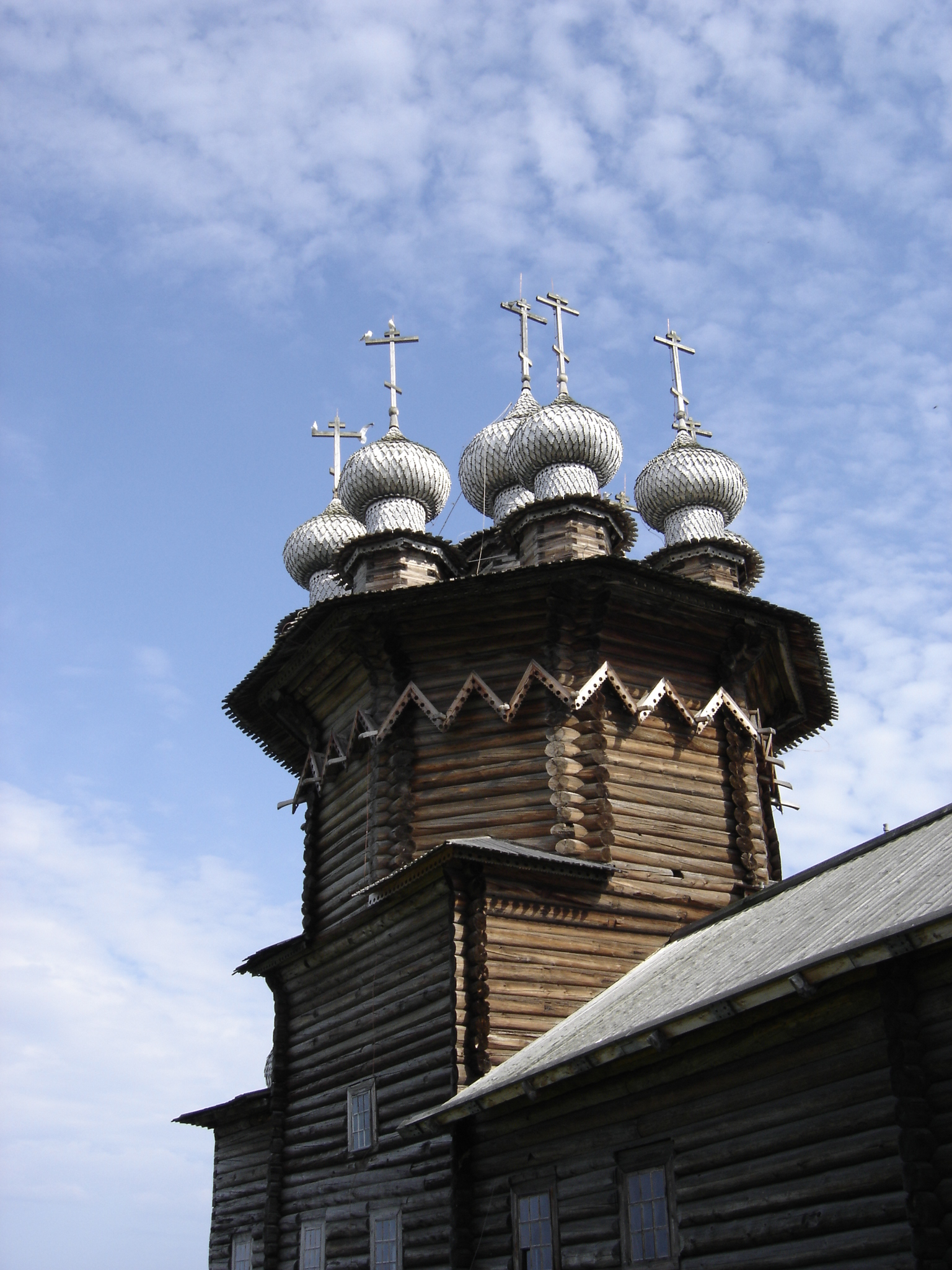
Igreja da Intercessão
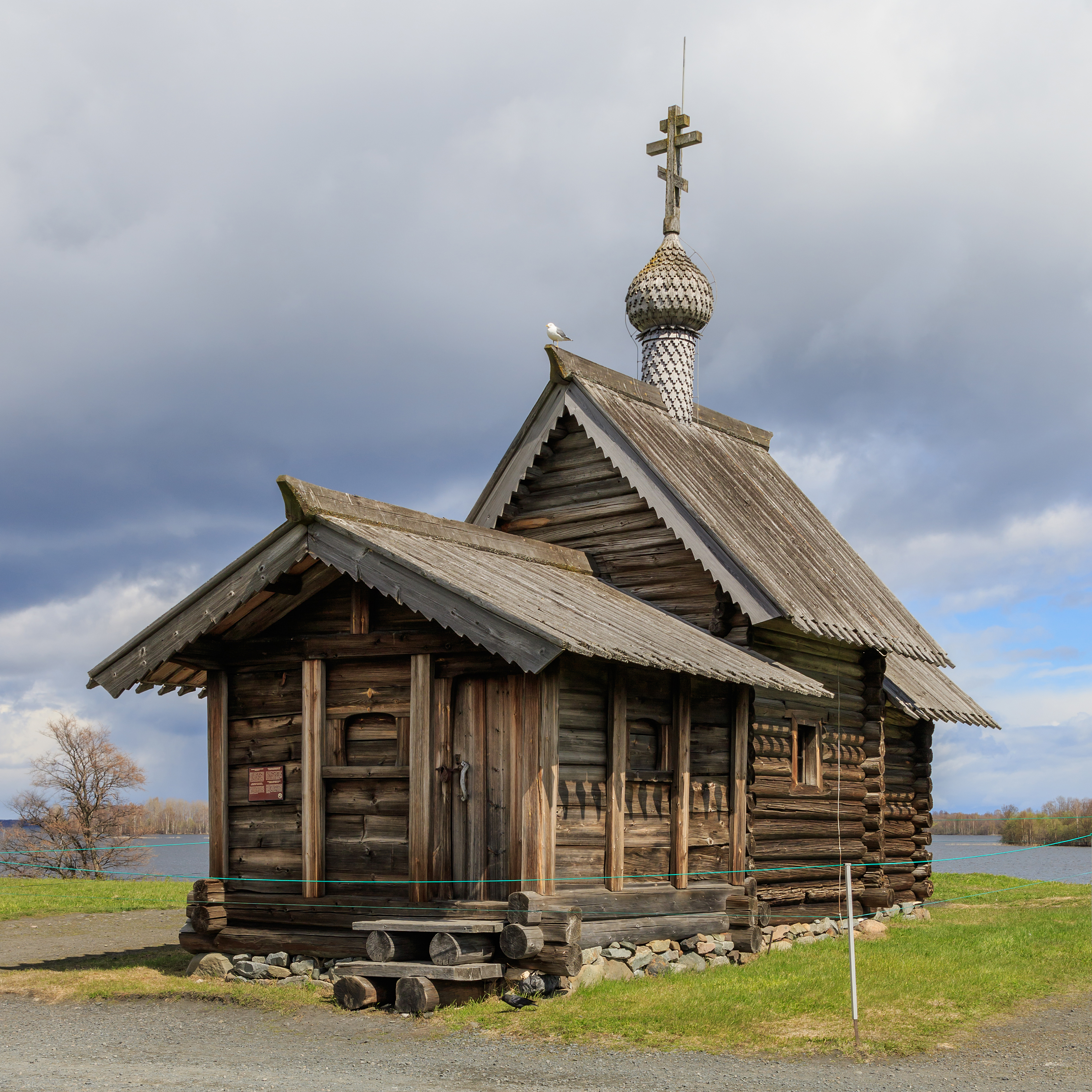
Capela de São Lázaro
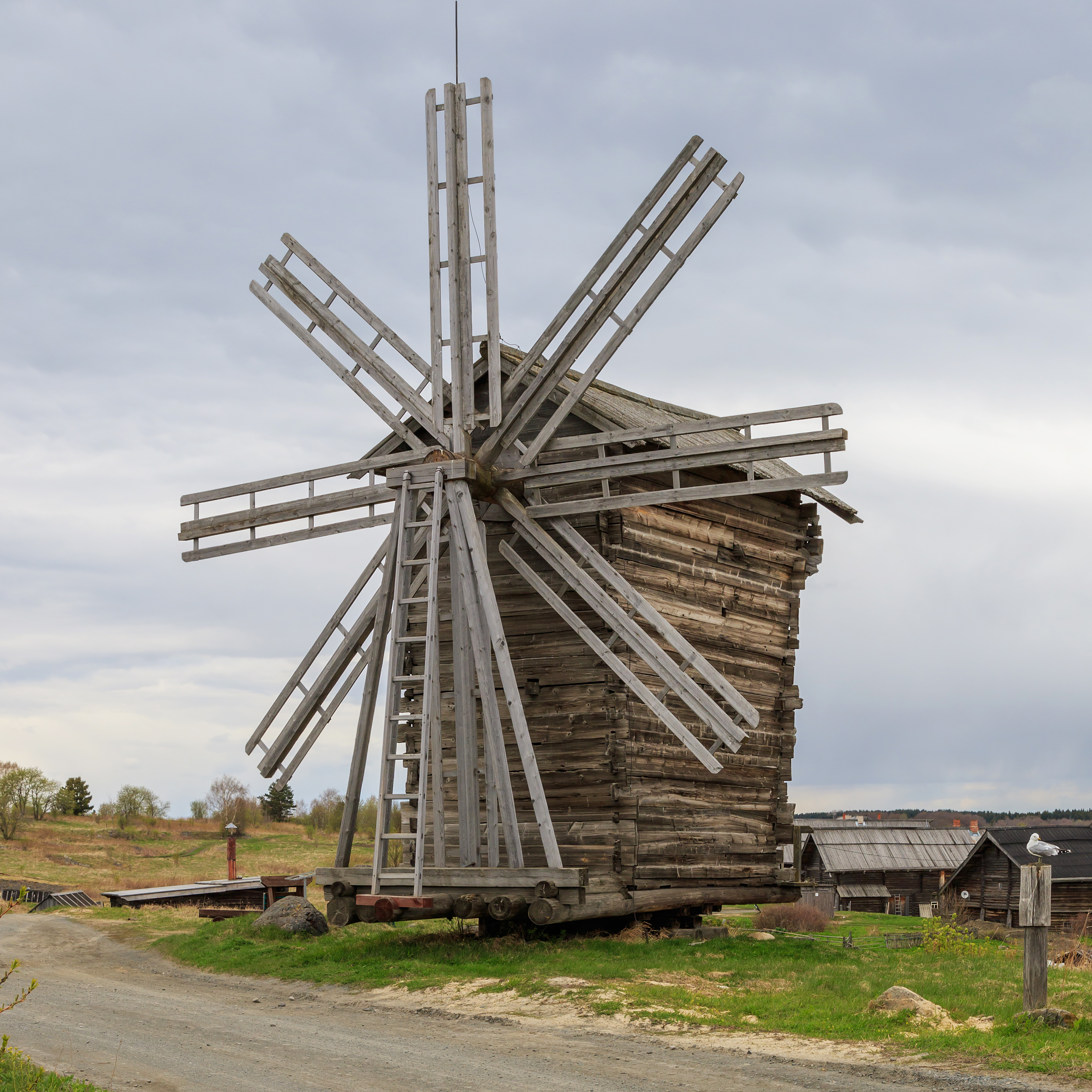
Moinho